# Tour de Burgos féminin 2024
La 9e édition du Tour de Burgos féminin a lieu du 16 au 19 mai 2024. Elle fait partie de l'UCI World Tour.
Lotta Henttala remporte la première étape au sprint. Demi Vollering sort sous la flamme rouge dans la côte finale de la deuxième étape, la gagne et prend la tête du classement général. Lorena Wiebes s'impose au sprint le lendemain. Vollering distance ses adversaires dans le col de la quatrième étape avant de lever les bras. En plus du classement général, elle remporte également ceux par points et de la montagne. Evita Muzic et Karlijn Swinkels complètent le podium. Shirin van Anrooij est la meilleure jeune et Canyon-SRAM la meilleure équipe.

## Équipes
| UCI Women's WorldTeams (13)- SD Worx-Protime - Lidl-Trek - Canyon-SRAM Racing - Liv AlUla Jayco - Movistar Team - Team Visma \| Lease a Bike - UAE Team ADQ - FDJ-Suez - Fenix-Deceuninck - Team DSM-Firmenich PostNL - Human Powered Health - Uno-X Mobility - Roland Équipes féminines continentales (7)- EF Education-Cannondale - Eneicat-CMTeam - Laboral Kutxa-Fundacion Euskadi - Cofidis - Bepink-Bongioanni - Komugi-Grand Est - Primeau Vélo-Groupe Abadie |
| |

## Étapes
| Étape     | Date   | Villes étapes                              | type                      | Distance (km) | Vainqueur d'étape | Leader du classement général |
| --------- | ------ | ------------------------------------------ | ------------------------- | ------------- | ----------------- | ---------------------------- |
| 1re étape | 16 mai | Villagonzalo Pedernales – Burgos           | étape vallonnée           | 123           | Lotta Henttala    | Lotta Henttala               |
| 2e étape  | 17 mai | Briviesca – Rosales                        | étape vallonnée           | 123           | Demi Vollering    | Demi Vollering               |
| 3e étape  | 18 mai | Roa – Melgar de Fernamental                | étape de plaine           | 122           | Lorena Wiebes     | Demi Vollering               |
| 4e étape  | 19 mai | Peñaranda de Duero – Canicosa de la Sierra | étape de moyenne montagne | 122           | Demi Vollering    | Demi Vollering               |

## Déroulement de la course

### 1reétape
Au kilomètre cinquante-trois, le peloton se scinde en trois. Katrine Aalerud sort alors seule. Son avance atteint trois minutes trente. Claire Steels part en poursuite, mais ne parvient jamais à revenir. Agnieszka Skalniak-Sójka sort du peloton à cinq kilomètres de la fin. Elle est reprise un kilomètre et demi plus loin. Aalerud est à son tour reprise à deux kilomètres de la ligne. Carina Schrempf contre mais est rejointe. Au sprint, Sofia Bertizzolo perd le contrôle de sa roue avant et chute très violemment contre les barrières. Elle entraîne Elisa Balsamo également dans les barrières. Cette dernière a le nez cassé et a perdu connaissance. Dans ce contexte, Lotta Henttala s'impose.
| \| Classement de l'étape \| Classement de l'étape \| Classement de l'étape \| Classement de l'étape \| Classement de l'étape \| \| Coureuse \| Coureuse \| Pays \| Équipe \| Temps \| \| --------------------- \| --------------------- \| --------------------- \| ------------------------- \| --------------------- \| \| 1re \| Lotta Henttala \| Finlande \| EF Education-Cannondale \| 3 h 02 min 33 s \| \| 2e \| Carina Schrempf \| Autriche \| Fenix-Deceuninck \| + 0 s \| \| 3e \| Lorena Wiebes \| Pays-Bas \| SD Worx-Protime \| + 0 s \| \| 4e \| Elise Chabbey \| Suisse \| Canyon-SRAM Racing \| + 0 s \| \| 5e \| Ruby Roseman-Gannon \| Australie \| Liv AlUla Jayco \| + 0 s \| \| 6e \| Karlijn Swinkels \| Pays-Bas \| UAE Team ADQ \| + 0 s \| \| 7e \| Letizia Borghesi \| Italie \| EF Education-Cannondale \| + 0 s \| \| 8e \| Soraya Paladin \| Italie \| Canyon-SRAM Racing \| + 0 s \| \| 9e \| Megan Jastrab \| États-Unis \| Team dsm-firmenich PostNL \| + 0 s \| \| 10e \| Sarah Roy \| Australie \| Cofidis \| + 0 s \| |                     |            |                           |                 |
| |                     |            |                           |                 |
| |                     |            |                           |                 |
| Classement de l'étape |                     |            |                           |                 |
| Coureuse | Coureuse            | Pays       | Équipe                    | Temps           |
| 1re | Lotta Henttala      | Finlande   | EF Education-Cannondale   | 3 h 02 min 33 s |
| 2e | Carina Schrempf     | Autriche   | Fenix-Deceuninck          | + 0 s           |
| 3e | Lorena Wiebes       | Pays-Bas   | SD Worx-Protime           | + 0 s           |
| 4e | Elise Chabbey       | Suisse     | Canyon-SRAM Racing        | + 0 s           |
| 5e | Ruby Roseman-Gannon | Australie  | Liv AlUla Jayco           | + 0 s           |
| 6e | Karlijn Swinkels    | Pays-Bas   | UAE Team ADQ              | + 0 s           |
| 7e | Letizia Borghesi    | Italie     | EF Education-Cannondale   | + 0 s           |
| 8e | Soraya Paladin      | Italie     | Canyon-SRAM Racing        | + 0 s           |
| 9e | Megan Jastrab       | États-Unis | Team dsm-firmenich PostNL | + 0 s           |
| 10e | Sarah Roy           | Australie  | Cofidis                   | + 0 s           |

| \| Classement général \| Classement général \| Classement général \| Classement général \| Classement général \| \| Coureuse \| Coureuse \| Pays \| Équipe \| Temps \| \| ------------------ \| ------------------- \| ------------------ \| ------------------------- \| ------------------ \| \| 1re \| Lotta Henttala \| Finlande \| EF Education-Cannondale \| 3 h 02 min 23 s \| \| 2e \| Carina Schrempf \| Autriche \| Fenix-Deceuninck \| + 4 s \| \| 3e \| Lorena Wiebes \| Pays-Bas \| SD Worx-Protime \| + 6 s \| \| 4e \| Katrine Aalerud \| Norvège \| Uno-X Mobility \| + 7 s \| \| 5e \| Karlijn Swinkels \| Pays-Bas \| UAE Team ADQ \| + 8 s \| \| 6e \| Elise Chabbey \| Suisse \| Canyon-SRAM Racing \| + 10 s \| \| 7e \| Ruby Roseman-Gannon \| Australie \| Liv AlUla Jayco \| + 10 s \| \| 8e \| Letizia Borghesi \| Italie \| EF Education-Cannondale \| + 10 s \| \| 9e \| Soraya Paladin \| Italie \| Canyon-SRAM Racing \| + 10 s \| \| 10e \| Megan Jastrab \| États-Unis \| Team dsm-firmenich PostNL \| + 10 s \| |                     |            |                           |                 |
| |                     |            |                           |                 |
| |                     |            |                           |                 |
| Classement général |                     |            |                           |                 |
| Coureuse | Coureuse            | Pays       | Équipe                    | Temps           |
| 1re | Lotta Henttala      | Finlande   | EF Education-Cannondale   | 3 h 02 min 23 s |
| 2e | Carina Schrempf     | Autriche   | Fenix-Deceuninck          | + 4 s           |
| 3e | Lorena Wiebes       | Pays-Bas   | SD Worx-Protime           | + 6 s           |
| 4e | Katrine Aalerud     | Norvège    | Uno-X Mobility            | + 7 s           |
| 5e | Karlijn Swinkels    | Pays-Bas   | UAE Team ADQ              | + 8 s           |
| 6e | Elise Chabbey       | Suisse     | Canyon-SRAM Racing        | + 10 s          |
| 7e | Ruby Roseman-Gannon | Australie  | Liv AlUla Jayco           | + 10 s          |
| 8e | Letizia Borghesi    | Italie     | EF Education-Cannondale   | + 10 s          |
| 9e | Soraya Paladin      | Italie     | Canyon-SRAM Racing        | + 10 s          |
| 10e | Megan Jastrab       | États-Unis | Team dsm-firmenich PostNL | + 10 s          |

### 2eétape
Dominika Włodarczyk prend les points du grand prix de la montagne. Un groupe se forme ensuite avec : Miryam Núñez, Marta Romeu, Antri Christoforou et Valentina Basilico. Elles comptent jusqu'à deux minutes d'avance. Les coureuses de la Movistar tentent de sortir, mais sans succès. La SD Worx provoque un regroupement général à dix-huit kilomètres de l'arrivée. La formation mène le train dans l'ultime ascension. Demi Vollering attaque après le passage de la flamme rouge. Seule Evita Muzic et Karlijn Swinkels  tentent de la suivre, mais n'y parviennent pas. Demi Vollering s'impose et prend la tête du classement général.
| \| Classement de l'étape \| Classement de l'étape \| Classement de l'étape \| Classement de l'étape \| Classement de l'étape \| \| Coureuse \| Coureuse \| Pays \| Équipe \| Temps \| \| --------------------- \| --------------------- \| --------------------- \| ----------------------- \| --------------------- \| \| 1re \| Demi Vollering \| Pays-Bas \| SD Worx-Protime \| 3 h 05 min 23 s \| \| 2e \| Évita Muzic \| France \| FDJ-Suez \| + 4 s \| \| 3e \| Karlijn Swinkels \| Pays-Bas \| UAE Team ADQ \| + 9 s \| \| 4e \| Noemi Rüegg \| Suisse \| EF Education-Cannondale \| + 13 s \| \| 5e \| Elise Chabbey \| Suisse \| Canyon-SRAM Racing \| + 13 s \| \| 6e \| Silvia Persico \| Italie \| UAE Team ADQ \| + 19 s \| \| 7e \| Letizia Borghesi \| Italie \| EF Education-Cannondale \| + 19 s \| \| 8e \| Soraya Paladin \| Italie \| Canyon-SRAM Racing \| + 19 s \| \| 9e \| Liane Lippert \| Allemagne \| Movistar Team \| + 19 s \| \| 10e \| Ella Wyllie \| Nouvelle-Zélande \| Liv AlUla Jayco \| + 19 s \| |                  |                  |                         |                 |
| |                  |                  |                         |                 |
| |                  |                  |                         |                 |
| Classement de l'étape |                  |                  |                         |                 |
| Coureuse | Coureuse         | Pays             | Équipe                  | Temps           |
| 1re | Demi Vollering   | Pays-Bas         | SD Worx-Protime         | 3 h 05 min 23 s |
| 2e | Évita Muzic      | France           | FDJ-Suez                | + 4 s           |
| 3e | Karlijn Swinkels | Pays-Bas         | UAE Team ADQ            | + 9 s           |
| 4e | Noemi Rüegg      | Suisse           | EF Education-Cannondale | + 13 s          |
| 5e | Elise Chabbey    | Suisse           | Canyon-SRAM Racing      | + 13 s          |
| 6e | Silvia Persico   | Italie           | UAE Team ADQ            | + 19 s          |
| 7e | Letizia Borghesi | Italie           | EF Education-Cannondale | + 19 s          |
| 8e | Soraya Paladin   | Italie           | Canyon-SRAM Racing      | + 19 s          |
| 9e | Liane Lippert    | Allemagne        | Movistar Team           | + 19 s          |
| 10e | Ella Wyllie      | Nouvelle-Zélande | Liv AlUla Jayco         | + 19 s          |

| \| Classement général \| Classement général \| Classement général \| Classement général \| Classement général \| \| Coureuse \| Coureuse \| Pays \| Équipe \| Temps \| \| ------------------ \| ------------------ \| ------------------ \| ----------------------- \| ------------------ \| \| 1re \| Demi Vollering \| Pays-Bas \| SD Worx-Protime \| 6 h 07 min 46 s \| \| 2e \| Évita Muzic \| France \| FDJ-Suez \| + 8 s \| \| 3e \| Karlijn Swinkels \| Pays-Bas \| UAE Team ADQ \| + 11 s \| \| 4e \| Elise Chabbey \| Suisse \| Canyon-SRAM Racing \| + 23 s \| \| 5e \| Noemi Rüegg \| Suisse \| EF Education-Cannondale \| + 23 s \| \| 6e \| Soraya Paladin \| Italie \| Canyon-SRAM Racing \| + 26 s \| \| 7e \| Letizia Borghesi \| Italie \| EF Education-Cannondale \| + 29 s \| \| 8e \| Shirin van Anrooij \| Pays-Bas \| Lidl-Trek \| + 29 s \| \| 9e \| Silvia Persico \| Italie \| UAE Team ADQ \| + 29 s \| \| 10e \| Liane Lippert \| Allemagne \| Movistar Team \| + 29 s \| |                    |           |                         |                 |
| |                    |           |                         |                 |
| |                    |           |                         |                 |
| Classement général |                    |           |                         |                 |
| Coureuse | Coureuse           | Pays      | Équipe                  | Temps           |
| 1re | Demi Vollering     | Pays-Bas  | SD Worx-Protime         | 6 h 07 min 46 s |
| 2e | Évita Muzic        | France    | FDJ-Suez                | + 8 s           |
| 3e | Karlijn Swinkels   | Pays-Bas  | UAE Team ADQ            | + 11 s          |
| 4e | Elise Chabbey      | Suisse    | Canyon-SRAM Racing      | + 23 s          |
| 5e | Noemi Rüegg        | Suisse    | EF Education-Cannondale | + 23 s          |
| 6e | Soraya Paladin     | Italie    | Canyon-SRAM Racing      | + 26 s          |
| 7e | Letizia Borghesi   | Italie    | EF Education-Cannondale | + 29 s          |
| 8e | Shirin van Anrooij | Pays-Bas  | Lidl-Trek               | + 29 s          |
| 9e | Silvia Persico     | Italie    | UAE Team ADQ            | + 29 s          |
| 10e | Liane Lippert      | Allemagne | Movistar Team           | + 29 s          |

### 3eétape
Les premières escarmouches viennent de Simone Boilard puis de Neve Bradbury. La première véritable échappée contient : Eva van Agt, Sara Martín et Antri Christoforou. Leur avantage stage autour de deux minutes. Christoforou est distancée à trente-six kilomètres de la fin. Le peloton reprend les échappées aux trois kilomètres. Une chute massive a lieu. Lorena Wiebes gagne nettement le sprint devant Clara Copponi.
| \| Classement de l'étape \| Classement de l'étape \| Classement de l'étape \| Classement de l'étape \| Classement de l'étape \| \| Coureuse \| Coureuse \| Pays \| Équipe \| Temps \| \| --------------------- \| ------------------------- \| --------------------- \| ------------------------- \| --------------------- \| \| 1re \| Lorena Wiebes \| Pays-Bas \| SD Worx-Protime \| 2 h 54 min 21 s \| \| 2e \| Clara Copponi \| France \| Lidl-Trek \| + 0 s \| \| 3e \| Maike van der Duin \| Pays-Bas \| Canyon-SRAM Racing \| + 0 s \| \| 4e \| Maria Giulia Confalonieri \| Italie \| Uno-X Mobility \| + 0 s \| \| 5e \| Alexandra Manly \| Australie \| Liv AlUla Jayco \| + 0 s \| \| 6e \| Megan Jastrab \| États-Unis \| Team dsm-firmenich PostNL \| + 0 s \| \| 7e \| Tereza Neumanová \| Tchéquie \| UAE Team ADQ \| + 0 s \| \| 8e \| Silvia Zanardi \| Italie \| Human Powered Health \| + 0 s \| \| 9e \| Letizia Borghesi \| Italie \| EF Education-Cannondale \| + 0 s \| \| 10e \| Lotta Henttala \| Finlande \| EF Education-Cannondale \| + 0 s \| |                           |            |                           |                 |
| |                           |            |                           |                 |
| |                           |            |                           |                 |
| Classement de l'étape |                           |            |                           |                 |
| Coureuse | Coureuse                  | Pays       | Équipe                    | Temps           |
| 1re | Lorena Wiebes             | Pays-Bas   | SD Worx-Protime           | 2 h 54 min 21 s |
| 2e | Clara Copponi             | France     | Lidl-Trek                 | + 0 s           |
| 3e | Maike van der Duin        | Pays-Bas   | Canyon-SRAM Racing        | + 0 s           |
| 4e | Maria Giulia Confalonieri | Italie     | Uno-X Mobility            | + 0 s           |
| 5e | Alexandra Manly           | Australie  | Liv AlUla Jayco           | + 0 s           |
| 6e | Megan Jastrab             | États-Unis | Team dsm-firmenich PostNL | + 0 s           |
| 7e | Tereza Neumanová          | Tchéquie   | UAE Team ADQ              | + 0 s           |
| 8e | Silvia Zanardi            | Italie     | Human Powered Health      | + 0 s           |
| 9e | Letizia Borghesi          | Italie     | EF Education-Cannondale   | + 0 s           |
| 10e | Lotta Henttala            | Finlande   | EF Education-Cannondale   | + 0 s           |

| \| Classement général \| Classement général \| Classement général \| Classement général \| Classement général \| \| Coureuse \| Coureuse \| Pays \| Équipe \| Temps \| \| ------------------ \| ------------------ \| ------------------ \| ----------------------- \| ------------------ \| \| 1re \| Demi Vollering \| Pays-Bas \| SD Worx-Protime \| 9 h 02 min 07 s \| \| 2e \| Évita Muzic \| France \| FDJ-Suez \| + 8 s \| \| 3e \| Karlijn Swinkels \| Pays-Bas \| UAE Team ADQ \| + 11 s \| \| 4e \| Elise Chabbey \| Suisse \| Canyon-SRAM Racing \| + 23 s \| \| 5e \| Noemi Rüegg \| Suisse \| EF Education-Cannondale \| + 23 s \| \| 6e \| Soraya Paladin \| Italie \| Canyon-SRAM Racing \| + 26 s \| \| 7e \| Letizia Borghesi \| Italie \| EF Education-Cannondale \| + 29 s \| \| 8e \| Liane Lippert \| Allemagne \| Movistar Team \| + 29 s \| \| 9e \| Silvia Persico \| Italie \| UAE Team ADQ \| + 29 s \| \| 10e \| Ella Wyllie \| Nouvelle-Zélande \| Liv AlUla Jayco \| + 29 s \| |                  |                  |                         |                 |
| |                  |                  |                         |                 |
| |                  |                  |                         |                 |
| Classement général |                  |                  |                         |                 |
| Coureuse | Coureuse         | Pays             | Équipe                  | Temps           |
| 1re | Demi Vollering   | Pays-Bas         | SD Worx-Protime         | 9 h 02 min 07 s |
| 2e | Évita Muzic      | France           | FDJ-Suez                | + 8 s           |
| 3e | Karlijn Swinkels | Pays-Bas         | UAE Team ADQ            | + 11 s          |
| 4e | Elise Chabbey    | Suisse           | Canyon-SRAM Racing      | + 23 s          |
| 5e | Noemi Rüegg      | Suisse           | EF Education-Cannondale | + 23 s          |
| 6e | Soraya Paladin   | Italie           | Canyon-SRAM Racing      | + 26 s          |
| 7e | Letizia Borghesi | Italie           | EF Education-Cannondale | + 29 s          |
| 8e | Liane Lippert    | Allemagne        | Movistar Team           | + 29 s          |
| 9e | Silvia Persico   | Italie           | UAE Team ADQ            | + 29 s          |
| 10e | Ella Wyllie      | Nouvelle-Zélande | Liv AlUla Jayco         | + 29 s          |

### 4eétape
Dans la descente de l'Alto de Arroyo, Tota Magalhães attaque. Elle compte jusqu'à une minute d'avance. À trente-cinq kilomètres de l'arrivée, un groupe de onze coureuses sort, mais est rapidement repris par la SD Worx. Néanmoins, Lucinda Brand parvient à faire la jonction sur Magalhães. La Néerlandaise distance la Brésilienne et se présente seule au pied de la dernière difficulté. Dans celle-ci, Demi Vollering attend la moitié de la monté pour placer son offensive. Elle revient sur Brand et la dépasse. Vollering gagne l'étape devant Brand.
| \| Classement de l'étape \| Classement de l'étape \| Classement de l'étape \| Classement de l'étape \| Classement de l'étape \| \| Coureuse \| Coureuse \| Pays \| Équipe \| Temps \| \| --------------------- \| --------------------- \| --------------------- \| ----------------------- \| --------------------- \| \| 1re \| Demi Vollering \| Pays-Bas \| SD Worx-Protime \| 3 h 17 min 44 s \| \| 2e \| Lucinda Brand \| Pays-Bas \| Lidl-Trek \| + 51 s \| \| 3e \| Évita Muzic \| France \| FDJ-Suez \| + 1 min 14 s \| \| 4e \| Karlijn Swinkels \| Pays-Bas \| UAE Team ADQ \| + 1 min 38 s \| \| 5e \| Elise Chabbey \| Suisse \| Canyon-SRAM Racing \| + 1 min 40 s \| \| 6e \| Shirin van Anrooij \| Pays-Bas \| Lidl-Trek \| + 1 min 42 s \| \| 7e \| Noemi Rüegg \| Suisse \| EF Education-Cannondale \| + 2 min 50 s \| \| 8e \| Neve Bradbury \| Australie \| Canyon-SRAM Racing \| + 2 min 51 s \| \| 9e \| Inge van der Heijden \| Pays-Bas \| Fenix-Deceuninck \| + 2 min 51 s \| \| 10e \| Léa Curinier \| France \| FDJ-Suez \| + 2 min 51 s \| |                      |           |                         |                 |
| |                      |           |                         |                 |
| |                      |           |                         |                 |
| Classement de l'étape |                      |           |                         |                 |
| Coureuse | Coureuse             | Pays      | Équipe                  | Temps           |
| 1re | Demi Vollering       | Pays-Bas  | SD Worx-Protime         | 3 h 17 min 44 s |
| 2e | Lucinda Brand        | Pays-Bas  | Lidl-Trek               | + 51 s          |
| 3e | Évita Muzic          | France    | FDJ-Suez                | + 1 min 14 s    |
| 4e | Karlijn Swinkels     | Pays-Bas  | UAE Team ADQ            | + 1 min 38 s    |
| 5e | Elise Chabbey        | Suisse    | Canyon-SRAM Racing      | + 1 min 40 s    |
| 6e | Shirin van Anrooij   | Pays-Bas  | Lidl-Trek               | + 1 min 42 s    |
| 7e | Noemi Rüegg          | Suisse    | EF Education-Cannondale | + 2 min 50 s    |
| 8e | Neve Bradbury        | Australie | Canyon-SRAM Racing      | + 2 min 51 s    |
| 9e | Inge van der Heijden | Pays-Bas  | Fenix-Deceuninck        | + 2 min 51 s    |
| 10e | Léa Curinier         | France    | FDJ-Suez                | + 2 min 51 s    |

## Classements finals

### Classement général final
| \| Classement général \| Classement général \| Classement général \| Classement général \| Classement général \| \| Coureuse \| Coureuse \| Pays \| Équipe \| Temps \| \| ------------------ \| ------------------ \| ------------------ \| -------------------------- \| ------------------ \| \| 1re \| Demi Vollering \| Pays-Bas \| SD Worx-Protime \| 12 h 19 min 41 s \| \| 2e \| Évita Muzic \| France \| FDJ-Suez \| + 1 min 28 s \| \| 3e \| Karlijn Swinkels \| Pays-Bas \| UAE Team ADQ \| + 1 min 59 s \| \| 4e \| Elise Chabbey \| Suisse \| Canyon-SRAM Racing \| + 2 min 13 s \| \| 5e \| Shirin van Anrooij \| Pays-Bas \| Lidl-Trek \| + 2 min 21 s \| \| 6e \| Noemi Rüegg \| Suisse \| EF Education-Cannondale \| + 3 min 23 s \| \| 7e \| Soraya Paladin \| Italie \| Canyon-SRAM Racing \| + 3 min 27 s \| \| 8e \| Liane Lippert \| Allemagne \| Movistar Team \| + 3 min 30 s \| \| 9e \| Ella Wyllie \| Nouvelle-Zélande \| Liv AlUla Jayco \| + 3 min 30 s \| \| 10e \| Maud Oudeman \| Pays-Bas \| Team Visma \\| Lease a Bike \| + 3 min 30 s \| |                    |                  |                            |                  |
| |                    |                  |                            |                  |
| Source : ProCyclingStats |                    |                  |                            |                  |
| Classement général |                    |                  |                            |                  |
| Coureuse | Coureuse           | Pays             | Équipe                     | Temps            |
| 1re | Demi Vollering     | Pays-Bas         | SD Worx-Protime            | 12 h 19 min 41 s |
| 2e | Évita Muzic        | France           | FDJ-Suez                   | + 1 min 28 s     |
| 3e | Karlijn Swinkels   | Pays-Bas         | UAE Team ADQ               | + 1 min 59 s     |
| 4e | Elise Chabbey      | Suisse           | Canyon-SRAM Racing         | + 2 min 13 s     |
| 5e | Shirin van Anrooij | Pays-Bas         | Lidl-Trek                  | + 2 min 21 s     |
| 6e | Noemi Rüegg        | Suisse           | EF Education-Cannondale    | + 3 min 23 s     |
| 7e | Soraya Paladin     | Italie           | Canyon-SRAM Racing         | + 3 min 27 s     |
| 8e | Liane Lippert      | Allemagne        | Movistar Team              | + 3 min 30 s     |
| 9e | Ella Wyllie        | Nouvelle-Zélande | Liv AlUla Jayco            | + 3 min 30 s     |
| 10e | Maud Oudeman       | Pays-Bas         | Team Visma \| Lease a Bike | + 3 min 30 s     |

### Points UCI
| Position                  | 1er | 2e  | 3e  | 4e  | 5e  | 6e  | 7e  | 8e  | 9e | 10e | 11e | 12e | 13e | 14e | 15e | 16e à 20e | 21e à 30e | 31e à 40e |  |  |
| Classement général        | 400 | 320 | 260 | 220 | 180 | 140 | 120 | 100 | 80 | 68  | 56  | 48  | 40  | 32  | 28  | 24        | 16        | 8         |  |  |
| Étapes et demi-étapes     | 50  | 40  | 30  | 25  | 20  | 18  | 15  | 10  | 8  | 6   |     |     |     |     |     |           |           |           |  |  |
| Port du maillot de leader | 8   |     |     |     |     |     |     |     |    |     |     |     |     |     |     |           |           |           |  |  |

### Classements annexes
| Classement par points | Classement par points | Classement par points | Classement par points   | Classement par points |
| Coureuse              | Coureuse              | Pays                  | Équipe                  | Points                |
| --------------------- | --------------------- | --------------------- | ----------------------- | --------------------- |
| 1re                   | Demi Vollering        | Pays-Bas              | SD Worx-Protime         | 50 pts                |
| 2e                    | Lorena Wiebes         | Pays-Bas              | SD Worx-Protime         | 41 pts                |
| 3e                    | Karlijn Swinkels      | Pays-Bas              | UAE Team ADQ            | 40 pts                |
| 4e                    | Elise Chabbey         | Suisse                | Canyon-SRAM Racing      | 38 pts                |
| 5e                    | Évita Muzic           | France                | FDJ-Suez                | 36 pts                |
| 6e                    | Lotta Henttala        | Finlande              | EF Education-Cannondale | 31 pts                |
| 7e                    | Letizia Borghesi      | Italie                | EF Education-Cannondale | 25 pts                |
| 8e                    | Noemi Rüegg           | Suisse                | EF Education-Cannondale | 23 pts                |
| 9e                    | Soraya Paladin        | Italie                | Canyon-SRAM Racing      | 20 pts                |
| 10e                   | Carina Schrempf       | Autriche              | Fenix-Deceuninck        | 20 pts                |

| Classement par points | Classement par points | Classement par points | Classement par points   | Classement par points |
| Coureuse              | Coureuse              | Pays                  | Équipe                  | Points                |
| --------------------- | --------------------- | --------------------- | ----------------------- | --------------------- |
| 1re                   | Demi Vollering        | Pays-Bas              | SD Worx-Protime         | 50 pts                |
| 2e                    | Lorena Wiebes         | Pays-Bas              | SD Worx-Protime         | 41 pts                |
| 3e                    | Karlijn Swinkels      | Pays-Bas              | UAE Team ADQ            | 40 pts                |
| 4e                    | Elise Chabbey         | Suisse                | Canyon-SRAM Racing      | 38 pts                |
| 5e                    | Évita Muzic           | France                | FDJ-Suez                | 36 pts                |
| 6e                    | Lotta Henttala        | Finlande              | EF Education-Cannondale | 31 pts                |
| 7e                    | Letizia Borghesi      | Italie                | EF Education-Cannondale | 25 pts                |
| 8e                    | Noemi Rüegg           | Suisse                | EF Education-Cannondale | 23 pts                |
| 9e                    | Soraya Paladin        | Italie                | Canyon-SRAM Racing      | 20 pts                |
| 10e                   | Carina Schrempf       | Autriche              | Fenix-Deceuninck        | 20 pts                |

| Classement de la montagne | Classement de la montagne | Classement de la montagne | Classement de la montagne | Classement de la montagne |
| Coureuse                  | Coureuse                  | Pays                      | Équipe                    | Points                    |
| ------------------------- | ------------------------- | ------------------------- | ------------------------- | ------------------------- |
| 1re                       | Demi Vollering            | Pays-Bas                  | SD Worx-Protime           | 26 pts                    |
| 2e                        | Évita Muzic               | France                    | FDJ-Suez                  | 19 pts                    |
| 3e                        | Claire Steels             | Royaume-Uni               | Movistar Team             | 16 pts                    |
| 4e                        | Karlijn Swinkels          | Pays-Bas                  | UAE Team ADQ              | 14 pts                    |
| 5e                        | Elise Chabbey             | Suisse                    | Canyon-SRAM Racing        | 10 pts                    |
| 6e                        | Lucinda Brand             | Pays-Bas                  | Lidl-Trek                 | 10 pts                    |
| 7e                        | Lorena Wiebes             | Pays-Bas                  | SD Worx-Protime           | 6 pts                     |
| 8e                        | Dominika Włodarczyk       | Pologne                   | UAE Team ADQ              | 6 pts                     |
| 9e                        | Giorgia Vettorello        | Italie                    | Roland                    | 6 pts                     |
| 10e                       | Noemi Rüegg               | Suisse                    | EF Education-Cannondale   | 5 pts                     |

| Classement de la montagne | Classement de la montagne | Classement de la montagne | Classement de la montagne | Classement de la montagne |
| Coureuse                  | Coureuse                  | Pays                      | Équipe                    | Points                    |
| ------------------------- | ------------------------- | ------------------------- | ------------------------- | ------------------------- |
| 1re                       | Demi Vollering            | Pays-Bas                  | SD Worx-Protime           | 26 pts                    |
| 2e                        | Évita Muzic               | France                    | FDJ-Suez                  | 19 pts                    |
| 3e                        | Claire Steels             | Royaume-Uni               | Movistar Team             | 16 pts                    |
| 4e                        | Karlijn Swinkels          | Pays-Bas                  | UAE Team ADQ              | 14 pts                    |
| 5e                        | Elise Chabbey             | Suisse                    | Canyon-SRAM Racing        | 10 pts                    |
| 6e                        | Lucinda Brand             | Pays-Bas                  | Lidl-Trek                 | 10 pts                    |
| 7e                        | Lorena Wiebes             | Pays-Bas                  | SD Worx-Protime           | 6 pts                     |
| 8e                        | Dominika Włodarczyk       | Pologne                   | UAE Team ADQ              | 6 pts                     |
| 9e                        | Giorgia Vettorello        | Italie                    | Roland                    | 6 pts                     |
| 10e                       | Noemi Rüegg               | Suisse                    | EF Education-Cannondale   | 5 pts                     |

| Classement du meilleur jeune | Classement du meilleur jeune | Classement du meilleur jeune | Classement du meilleur jeune    | Classement du meilleur jeune |
| Coureuse                     | Coureuse                     | Pays                         | Équipe                          | Temps                        |
| ---------------------------- | ---------------------------- | ---------------------------- | ------------------------------- | ---------------------------- |
| 1re                          | Shirin van Anrooij           | Pays-Bas                     | Lidl-Trek                       | 12 h 22 min 02 s             |
| 2e                           | Ella Wyllie                  | Nouvelle-Zélande             | Liv AlUla Jayco                 | + 1 min 09 s                 |
| 3e                           | Maud Oudeman                 | Pays-Bas                     | Team Visma \| Lease a Bike      | + 1 min 09 s                 |
| 4e                           | Rosita Reijnhout             | Pays-Bas                     | Team Visma \| Lease a Bike      | + 1 min 18 s                 |
| 5e                           | Solbjørk Minke Anderson      | Danemark                     | Uno-X Mobility                  | + 1 min 29 s                 |
| 6e                           | Alice Towers                 | Royaume-Uni                  | Canyon-SRAM Racing              | + 1 min 40 s                 |
| 7e                           | Henrietta Christie           | Nouvelle-Zélande             | Human Powered Health            | + 2 min 06 s                 |
| 8e                           | Linda Riedmann               | Allemagne                    | Team Visma \| Lease a Bike      | + 3 min 24 s                 |
| 9e                           | Neve Bradbury                | Australie                    | Canyon-SRAM Racing              | + 3 min 25 s                 |
| 10e                          | Cristina Tonetti             | Italie                       | Laboral Kutxa-Fundación Euskadi | + 5 min 02 s                 |

| Classement du meilleur jeune | Classement du meilleur jeune | Classement du meilleur jeune | Classement du meilleur jeune    | Classement du meilleur jeune |
| Coureuse                     | Coureuse                     | Pays                         | Équipe                          | Temps                        |
| ---------------------------- | ---------------------------- | ---------------------------- | ------------------------------- | ---------------------------- |
| 1re                          | Shirin van Anrooij           | Pays-Bas                     | Lidl-Trek                       | 12 h 22 min 02 s             |
| 2e                           | Ella Wyllie                  | Nouvelle-Zélande             | Liv AlUla Jayco                 | + 1 min 09 s                 |
| 3e                           | Maud Oudeman                 | Pays-Bas                     | Team Visma \| Lease a Bike      | + 1 min 09 s                 |
| 4e                           | Rosita Reijnhout             | Pays-Bas                     | Team Visma \| Lease a Bike      | + 1 min 18 s                 |
| 5e                           | Solbjørk Minke Anderson      | Danemark                     | Uno-X Mobility                  | + 1 min 29 s                 |
| 6e                           | Alice Towers                 | Royaume-Uni                  | Canyon-SRAM Racing              | + 1 min 40 s                 |
| 7e                           | Henrietta Christie           | Nouvelle-Zélande             | Human Powered Health            | + 2 min 06 s                 |
| 8e                           | Linda Riedmann               | Allemagne                    | Team Visma \| Lease a Bike      | + 3 min 24 s                 |
| 9e                           | Neve Bradbury                | Australie                    | Canyon-SRAM Racing              | + 3 min 25 s                 |
| 10e                          | Cristina Tonetti             | Italie                       | Laboral Kutxa-Fundación Euskadi | + 5 min 02 s                 |

| Classement par équipes | Classement par équipes     | Classement par équipes | Classement par équipes |
| Équipe                 | Équipe                     | Pays                   | Temps                  |
| ---------------------- | -------------------------- | ---------------------- | ---------------------- |
| 1re                    | Canyon-SRAM Racing         | Allemagne              | 37 h 08 min 47 s       |
| 2e                     | FDJ-Suez                   | France                 | + 46 s                 |
| 3e                     | UAE Team ADQ               | Émirats arabes unis    | + 1 min 04 s           |
| 4e                     | Lidl-Trek                  | États-Unis             | + 1 min 58 s           |
| 5e                     | Team Visma \| Lease a Bike | Pays-Bas               | + 2 min 02 s           |
| 6e                     | Movistar Team              | Espagne                | + 2 min 16 s           |
| 7e                     | Fenix-Deceuninck           | Belgique               | + 3 min 00 s           |
| 8e                     | Liv AlUla Jayco            | Australie              | + 3 min 43 s           |
| 9e                     | EF Education-Cannondale    | États-Unis             | + 4 min 51 s           |
| 10e                    | SD Worx-Protime            | Pays-Bas               | + 6 min 16 s           |

| Classement par équipes | Classement par équipes     | Classement par équipes | Classement par équipes |
| Équipe                 | Équipe                     | Pays                   | Temps                  |
| ---------------------- | -------------------------- | ---------------------- | ---------------------- |
| 1re                    | Canyon-SRAM Racing         | Allemagne              | 37 h 08 min 47 s       |
| 2e                     | FDJ-Suez                   | France                 | + 46 s                 |
| 3e                     | UAE Team ADQ               | Émirats arabes unis    | + 1 min 04 s           |
| 4e                     | Lidl-Trek                  | États-Unis             | + 1 min 58 s           |
| 5e                     | Team Visma \| Lease a Bike | Pays-Bas               | + 2 min 02 s           |
| 6e                     | Movistar Team              | Espagne                | + 2 min 16 s           |
| 7e                     | Fenix-Deceuninck           | Belgique               | + 3 min 00 s           |
| 8e                     | Liv AlUla Jayco            | Australie              | + 3 min 43 s           |
| 9e                     | EF Education-Cannondale    | États-Unis             | + 4 min 51 s           |
| 10e                    | SD Worx-Protime            | Pays-Bas               | + 6 min 16 s           |

## Évolution des classements
| Étape              |                           | Vainqueur _    | Classement général | Classement par points | Meilleure grimpeuse | Meilleure jeune    | Meilleure équipe _      |
| ------------------ | ------------------------- | -------------- | ------------------ | --------------------- | ------------------- | ------------------ | ----------------------- |
| 1re étape          | étape vallonnée           | Lotta Henttala | Lotta Henttala     | Lotta Henttala        | Katrine Aalerud     | Megan Jastrab      | EF Education-Cannondale |
| 2e étape           | étape vallonnée           | Demi Vollering | Demi Vollering     | Karlijn Swinkels      | Katrine Aalerud     | Shirin van Anrooij | Canyon-SRAM Racing      |
| 3e étape           | étape de plaine           | Lorena Wiebes  | Demi Vollering     | Lorena Wiebes         | Katrine Aalerud     | Ella Wyllie        | Canyon-SRAM Racing      |
| 4e étape           | étape de moyenne montagne | Demi Vollering | Demi Vollering     | Demi Vollering        | Demi Vollering      | Shirin van Anrooij | Canyon-SRAM Racing      |
| Classements finals | Classements finals        |                | Demi Vollering     | Demi Vollering        | Demi Vollering      | Shirin van Anrooij | Canyon-SRAM Racing      |

## Liste des participantes
| SD Worx-Protime SDW | SD Worx-Protime SDW          | SD Worx-Protime SDW |
| ------------------- | ---------------------------- | ------------------- |
| Num                 | Coureuse                     | Pos                 |
| 1                   | Demi Vollering (NED) (route) | 1re                 |
| 2                   | Lorena Wiebes (NED)          | 33e                 |
| 3                   | Femke Markus (NED)           | 63e                 |
| 4                   | Marlen Reusser (SUI) (route) | 51e                 |
| 5                   | Marie Schreiber (LUX)        | AB                  |
| 6                   | Femke Gerritse (NED)         | 54e                 |

| Lidl-Trek LTK | Lidl-Trek LTK            | Lidl-Trek LTK |
| ------------- | ------------------------ | ------------- |
| Num           | Coureuse                 | Pos           |
| 11            | Elisa Balsamo (ITA)      | AB            |
| 12            | Lucinda Brand (NED)      | 26e           |
| 13            | Clara Copponi (FRA)      | 38e           |
| 14            | Lisa Klein (GER)         | 69e           |
| 15            | Ilaria Sanguineti (ITA)  | 77e           |
| 16            | Shirin van Anrooij (NED) | 5e            |

| Canyon-SRAM Racing CSR | Canyon-SRAM Racing CSR         | Canyon-SRAM Racing CSR |
| ---------------------- | ------------------------------ | ---------------------- |
| Num                    | Coureuse                       | Pos                    |
| 21                     | Elise Chabbey (SUI)            | 4e                     |
| 22                     | Neve Bradbury (AUS)            | 34e                    |
| 23                     | Soraya Paladin (ITA)           | 7e                     |
| 24                     | Agnieszka Skalniak-Sójka (POL) | 23e                    |
| 25                     | Alice Towers (GBR)             | 19e                    |
| 26                     | Maike van der Duin (NED)       | 76e                    |

| Liv AlUla Jayco LAJ | Liv AlUla Jayco LAJ               | Liv AlUla Jayco LAJ |
| ------------------- | --------------------------------- | ------------------- |
| Num                 | Coureuse                          | Pos                 |
| 31                  | Alexandra Manly (AUS)             | 40e                 |
| 32                  | Amber Pate (AUS)                  | 50e                 |
| 33                  | Silke Smulders (NED)              | 15e                 |
| 34                  | Ella Wyllie (NZL)                 | 9e                  |
| 35                  | Quinty Ton (NED)                  | 36e                 |
| 36                  | Ruby Roseman-Gannon (AUS) (route) | 35e                 |

| Movistar Team MOV | Movistar Team MOV           | Movistar Team MOV |
| ----------------- | --------------------------- | ----------------- |
| Num               | Coureuse                    | Pos               |
| 41                | Emma Norsgaard (DEN)        | 39e               |
| 42                | Liane Lippert (GER) (route) | 8e                |
| 43                | Floortje Mackaij (NED)      | 18e               |
| 44                | Sara Martín (ESP)           | 45e               |
| 45                | Paula Patiño (COL) (route)  | 30e               |
| 46                | Claire Steels (GBR)         | 27e               |

| Team Visma \| Lease a Bike TVL | Team Visma \| Lease a Bike TVL | Team Visma \| Lease a Bike TVL |
| ------------------------------ | ------------------------------ | ------------------------------ |
| Num                            | Coureuse                       | Pos                            |
| 51                             | Eva van Agt (NED)              | AB                             |
| 52                             | Margaux Vigié (FRA)            | 57e                            |
| 53                             | Mijntje Geurts (NED)           | AB                             |
| 54                             | Maud Oudeman (NED)             | 10e                            |
| 55                             | Rosita Reijnhout (NED)         | 12e                            |
| 56                             | Linda Riedmann (GER)           | 32e                            |

| UAE Team ADQ UAD | UAE Team ADQ UAD          | UAE Team ADQ UAD |
| ---------------- | ------------------------- | ---------------- |
| Num              | Coureuse                  | Pos              |
| 61               | Sofia Bertizzolo (ITA)    | AB               |
| 62               | Eugenia Bujak (SLO)       | 31e              |
| 63               | Tereza Neumanová (CZE)    | 79e              |
| 64               | Karlijn Swinkels (NED)    | 3e               |
| 65               | Silvia Persico (ITA)      | 13e              |
| 66               | Dominika Włodarczyk (POL) | 44e              |

| FDJ-Suez FST | FDJ-Suez FST                | FDJ-Suez FST |
| ------------ | --------------------------- | ------------ |
| Num          | Coureuse                    | Pos          |
| 71           | Cecilie Uttrup Ludwig (DEN) | 28e          |
| 72           | Nina Buysman (NED)          | AB           |
| 73           | Léa Curinier (FRA)          | 17e          |
| 74           | Évita Muzic (FRA)           | 2e           |
| 75           | Gladys Verhulst (FRA)       | 56e          |
| 76           | Jade Wiel (FRA)             | 42e          |

| Fenix-Deceuninck FED | Fenix-Deceuninck FED          | Fenix-Deceuninck FED |
| -------------------- | ----------------------------- | -------------------- |
| Num                  | Coureuse                      | Pos                  |
| 81                   | Carina Schrempf (AUT) (route) | 20e                  |
| 82                   | Greta Marturano (ITA)         | 21e                  |
| 83                   | Pauliena Rooijakkers (NED)    | AB                   |
| 84                   | Inge van der Heijden (NED)    | 22e                  |
| 85                   | Annemarie Worst (NED)         | 43e                  |
| 86                   | Sophie Wright (GBR)           | 67e                  |

| Team dsm-firmenich PostNL DFP | Team dsm-firmenich PostNL DFP | Team dsm-firmenich PostNL DFP |
| ----------------------------- | ----------------------------- | ----------------------------- |
| Num                           | Coureuse                      | Pos                           |
| 91                            | Maeve Plouffe (AUS)           | 74e                           |
| 92                            | Megan Jastrab (USA)           | 55e                           |
| 94                            | Josie Nelson (GBR)            | AB                            |
| 95                            | Églantine Rayer (FRA)         | AB                            |
| 96                            | Esmée Peperkamp (NED)         | AB                            |

| Human Powered Health HPH | Human Powered Health HPH      | Human Powered Health HPH |
| ------------------------ | ----------------------------- | ------------------------ |
| Num                      | Coureuse                      | Pos                      |
| 101                      | Julia Biryukova (UKR)         | AB                       |
| 102                      | Kristabel Doebel-Hickok (USA) | AB                       |
| 103                      | Henrietta Christie (NZL)      | 24e                      |
| 104                      | Marit Raaijmakers (NED)       | 41e                      |
| 105                      | Silvia Zanardi (ITA)          | 71e                      |
| 106                      | Linda Zanetti (SUI)           | 75e                      |

| Uno-X Mobility UXM | Uno-X Mobility UXM              | Uno-X Mobility UXM |
| ------------------ | ------------------------------- | ------------------ |
| Num                | Coureuse                        | Pos                |
| 111                | Anouska Koster (NED)            | 73e                |
| 112                | Katrine Aalerud (NOR)           | AB                 |
| 113                | Maria Giulia Confalonieri (ITA) | 64e                |
| 114                | Simone Boilard (CAN)            | 25e                |
| 115                | Solbjørk Minke Anderson (DEN)   | 16e                |
| 116                | Rebecca Koerner (DEN) (route)   | 46e                |

| Roland CGS | Roland CGS                       | Roland CGS |
| ---------- | -------------------------------- | ---------- |
| Num        | Coureuse                         | Pos        |
| 121        | Tamara Dronova (RUS) (route)     | 14e        |
| 122        | Giorgia Vettorello (ITA)         | 62e        |
| 123        | Elena Pirrone (ITA)              | AB         |
| 124        | Sylvie Swinkels (NED)            | 81e        |
| 125        | Ántri Christofórou (CYP) (route) | 72e        |
| 126        | Sofia Collinelli (ITA)           | AB         |

| EF Education-Cannondale EFC | EF Education-Cannondale EFC | EF Education-Cannondale EFC |
| --------------------------- | --------------------------- | --------------------------- |
| Num                         | Coureuse                    | Pos                         |
| 131                         | Megan Armitage (IRL)        | 58e                         |
| 132                         | Letizia Borghesi (ITA)      | 11e                         |
| 133                         | Lotta Henttala (FIN)        | 47e                         |
| 134                         | Nina Kessler (NED)          | 61e                         |
| 135                         | Noemi Rüegg (SUI)           | 6e                          |

| Eneicat-CMTeam EIC | Eneicat-CMTeam EIC       | Eneicat-CMTeam EIC |
| ------------------ | ------------------------ | ------------------ |
| Num                | Coureuse                 | Pos                |
| 141                | Valentina Basilico (ITA) | 70e                |
| 142                | Isabel Martin (ESP)      | AB                 |
| 144                | Andrea Alzate (COL)      | AB                 |
| 145                | Claudia San Justo (ESP)  | AB                 |
| 146                | Alessia Bulleri (ITA)    | 84e                |

| Laboral Kutxa-Fundación Euskadi LKF | Laboral Kutxa-Fundación Euskadi LKF | Laboral Kutxa-Fundación Euskadi LKF |
| ----------------------------------- | ----------------------------------- | ----------------------------------- |
| Num                                 | Coureuse                            | Pos                                 |
| 151                                 | Laura Tomasi (ITA)                  | AB                                  |
| 152                                 | Cristina Tonetti (ITA)              | 37e                                 |
| 153                                 | Debora Silvestri (ITA)              | AB                                  |
| 154                                 | Jessenia Meneses (COL)              | AB                                  |
| 155                                 | Marta Romeu (ESP)                   | 66e                                 |
| 156                                 | Usoa Ostolaza (ESP)                 | 29e                                 |

| Cofidis COF | Cofidis COF               | Cofidis COF |
| ----------- | ------------------------- | ----------- |
| Num         | Coureuse                  | Pos         |
| 161         | Martina Alzini (ITA)      | AB          |
| 162         | Špela Kern (SLO)          | AB          |
| 163         | Morgane Coston (FRA)      | 53e         |
| 164         | Josie Talbot (AUS)        | AB          |
| 165         | Kirstie van Haaften (NED) | 78e         |
| 166         | Sarah Roy (AUS)           | AB          |

| Bepink-Bongioanni BPK | Bepink-Bongioanni BPK               | Bepink-Bongioanni BPK |
| --------------------- | ----------------------------------- | --------------------- |
| Num                   | Coureuse                            | Pos                   |
| 171                   | Ana Vitória Magalhães (BRA) (route) | 48e                   |
| 172                   | Selene Colombi (ITA)                | AB                    |
| 173                   | Irene Cagnazzo (ITA)                | 82e                   |
| 174                   | Andrea Casagranda (ITA)             | 59e                   |
| 175                   | Prisca Savi (ITA)                   | AB                    |
| 176                   | Beatrice Pozzobon (ITA)             | 85e                   |

| Team Komugi-Grand Est GEK | Team Komugi-Grand Est GEK | Team Komugi-Grand Est GEK |
| ------------------------- | ------------------------- | ------------------------- |
| Num                       | Coureuse                  | Pos                       |
| 181                       | Ségolène Thomas (FRA)     | 68e                       |
| 182                       | Victoire Joncheray (FRA)  | 80e                       |
| 183                       | Anabel Yapura (ARG)       | 60e                       |
| 184                       | Eyeru Tesfoam Gebru (ETH) | 65e                       |
| 185                       | Laury Milette (CAN)       | AB                        |
| 186                       | Silvia Magri (ITA)        | AB                        |

| Primeau Vélo - Groupe Abadie ___ | Primeau Vélo - Groupe Abadie ___   | Primeau Vélo - Groupe Abadie ___ |
| -------------------------------- | ---------------------------------- | -------------------------------- |
| Num                              | Coureuse                           | Pos                              |
| 191                              | Leonie Laubig (GER)                | AB                               |
| 192                              | Valérie Laroche (CAN)              | AB                               |
| 193                              | Eva Anguela (ESP)                  | 86e                              |
| 194                              | Agua Marina Espínola (PAR) (route) | 52e                              |
| 195                              | Miryam Núñez (ECU)                 | 49e                              |
| 196                              | Jazmine Lavergne (CAN)             | 83e                              |

| SD Worx-Protime SDW | SD Worx-Protime SDW          | SD Worx-Protime SDW |
| ------------------- | ---------------------------- | ------------------- |
| Num                 | Coureuse                     | Pos                 |
| 1                   | Demi Vollering (NED) (route) | 1re                 |
| 2                   | Lorena Wiebes (NED)          | 33e                 |
| 3                   | Femke Markus (NED)           | 63e                 |
| 4                   | Marlen Reusser (SUI) (route) | 51e                 |
| 5                   | Marie Schreiber (LUX)        | AB                  |
| 6                   | Femke Gerritse (NED)         | 54e                 |

| Lidl-Trek LTK | Lidl-Trek LTK            | Lidl-Trek LTK |
| ------------- | ------------------------ | ------------- |
| Num           | Coureuse                 | Pos           |
| 11            | Elisa Balsamo (ITA)      | AB            |
| 12            | Lucinda Brand (NED)      | 26e           |
| 13            | Clara Copponi (FRA)      | 38e           |
| 14            | Lisa Klein (GER)         | 69e           |
| 15            | Ilaria Sanguineti (ITA)  | 77e           |
| 16            | Shirin van Anrooij (NED) | 5e            |

| Canyon-SRAM Racing CSR | Canyon-SRAM Racing CSR         | Canyon-SRAM Racing CSR |
| ---------------------- | ------------------------------ | ---------------------- |
| Num                    | Coureuse                       | Pos                    |
| 21                     | Elise Chabbey (SUI)            | 4e                     |
| 22                     | Neve Bradbury (AUS)            | 34e                    |
| 23                     | Soraya Paladin (ITA)           | 7e                     |
| 24                     | Agnieszka Skalniak-Sójka (POL) | 23e                    |
| 25                     | Alice Towers (GBR)             | 19e                    |
| 26                     | Maike van der Duin (NED)       | 76e                    |

| Liv AlUla Jayco LAJ | Liv AlUla Jayco LAJ               | Liv AlUla Jayco LAJ |
| ------------------- | --------------------------------- | ------------------- |
| Num                 | Coureuse                          | Pos                 |
| 31                  | Alexandra Manly (AUS)             | 40e                 |
| 32                  | Amber Pate (AUS)                  | 50e                 |
| 33                  | Silke Smulders (NED)              | 15e                 |
| 34                  | Ella Wyllie (NZL)                 | 9e                  |
| 35                  | Quinty Ton (NED)                  | 36e                 |
| 36                  | Ruby Roseman-Gannon (AUS) (route) | 35e                 |

| Movistar Team MOV | Movistar Team MOV           | Movistar Team MOV |
| ----------------- | --------------------------- | ----------------- |
| Num               | Coureuse                    | Pos               |
| 41                | Emma Norsgaard (DEN)        | 39e               |
| 42                | Liane Lippert (GER) (route) | 8e                |
| 43                | Floortje Mackaij (NED)      | 18e               |
| 44                | Sara Martín (ESP)           | 45e               |
| 45                | Paula Patiño (COL) (route)  | 30e               |
| 46                | Claire Steels (GBR)         | 27e               |

| Team Visma \| Lease a Bike TVL | Team Visma \| Lease a Bike TVL | Team Visma \| Lease a Bike TVL |
| ------------------------------ | ------------------------------ | ------------------------------ |
| Num                            | Coureuse                       | Pos                            |
| 51                             | Eva van Agt (NED)              | AB                             |
| 52                             | Margaux Vigié (FRA)            | 57e                            |
| 53                             | Mijntje Geurts (NED)           | AB                             |
| 54                             | Maud Oudeman (NED)             | 10e                            |
| 55                             | Rosita Reijnhout (NED)         | 12e                            |
| 56                             | Linda Riedmann (GER)           | 32e                            |

| UAE Team ADQ UAD | UAE Team ADQ UAD          | UAE Team ADQ UAD |
| ---------------- | ------------------------- | ---------------- |
| Num              | Coureuse                  | Pos              |
| 61               | Sofia Bertizzolo (ITA)    | AB               |
| 62               | Eugenia Bujak (SLO)       | 31e              |
| 63               | Tereza Neumanová (CZE)    | 79e              |
| 64               | Karlijn Swinkels (NED)    | 3e               |
| 65               | Silvia Persico (ITA)      | 13e              |
| 66               | Dominika Włodarczyk (POL) | 44e              |

| FDJ-Suez FST | FDJ-Suez FST                | FDJ-Suez FST |
| ------------ | --------------------------- | ------------ |
| Num          | Coureuse                    | Pos          |
| 71           | Cecilie Uttrup Ludwig (DEN) | 28e          |
| 72           | Nina Buysman (NED)          | AB           |
| 73           | Léa Curinier (FRA)          | 17e          |
| 74           | Évita Muzic (FRA)           | 2e           |
| 75           | Gladys Verhulst (FRA)       | 56e          |
| 76           | Jade Wiel (FRA)             | 42e          |

| Fenix-Deceuninck FED | Fenix-Deceuninck FED          | Fenix-Deceuninck FED |
| -------------------- | ----------------------------- | -------------------- |
| Num                  | Coureuse                      | Pos                  |
| 81                   | Carina Schrempf (AUT) (route) | 20e                  |
| 82                   | Greta Marturano (ITA)         | 21e                  |
| 83                   | Pauliena Rooijakkers (NED)    | AB                   |
| 84                   | Inge van der Heijden (NED)    | 22e                  |
| 85                   | Annemarie Worst (NED)         | 43e                  |
| 86                   | Sophie Wright (GBR)           | 67e                  |

| Team dsm-firmenich PostNL DFP | Team dsm-firmenich PostNL DFP | Team dsm-firmenich PostNL DFP |
| ----------------------------- | ----------------------------- | ----------------------------- |
| Num                           | Coureuse                      | Pos                           |
| 91                            | Maeve Plouffe (AUS)           | 74e                           |
| 92                            | Megan Jastrab (USA)           | 55e                           |
| 94                            | Josie Nelson (GBR)            | AB                            |
| 95                            | Églantine Rayer (FRA)         | AB                            |
| 96                            | Esmée Peperkamp (NED)         | AB                            |

| Human Powered Health HPH | Human Powered Health HPH      | Human Powered Health HPH |
| ------------------------ | ----------------------------- | ------------------------ |
| Num                      | Coureuse                      | Pos                      |
| 101                      | Julia Biryukova (UKR)         | AB                       |
| 102                      | Kristabel Doebel-Hickok (USA) | AB                       |
| 103                      | Henrietta Christie (NZL)      | 24e                      |
| 104                      | Marit Raaijmakers (NED)       | 41e                      |
| 105                      | Silvia Zanardi (ITA)          | 71e                      |
| 106                      | Linda Zanetti (SUI)           | 75e                      |

| Uno-X Mobility UXM | Uno-X Mobility UXM              | Uno-X Mobility UXM |
| ------------------ | ------------------------------- | ------------------ |
| Num                | Coureuse                        | Pos                |
| 111                | Anouska Koster (NED)            | 73e                |
| 112                | Katrine Aalerud (NOR)           | AB                 |
| 113                | Maria Giulia Confalonieri (ITA) | 64e                |
| 114                | Simone Boilard (CAN)            | 25e                |
| 115                | Solbjørk Minke Anderson (DEN)   | 16e                |
| 116                | Rebecca Koerner (DEN) (route)   | 46e                |

| Roland CGS | Roland CGS                       | Roland CGS |
| ---------- | -------------------------------- | ---------- |
| Num        | Coureuse                         | Pos        |
| 121        | Tamara Dronova (RUS) (route)     | 14e        |
| 122        | Giorgia Vettorello (ITA)         | 62e        |
| 123        | Elena Pirrone (ITA)              | AB         |
| 124        | Sylvie Swinkels (NED)            | 81e        |
| 125        | Ántri Christofórou (CYP) (route) | 72e        |
| 126        | Sofia Collinelli (ITA)           | AB         |

| EF Education-Cannondale EFC | EF Education-Cannondale EFC | EF Education-Cannondale EFC |
| --------------------------- | --------------------------- | --------------------------- |
| Num                         | Coureuse                    | Pos                         |
| 131                         | Megan Armitage (IRL)        | 58e                         |
| 132                         | Letizia Borghesi (ITA)      | 11e                         |
| 133                         | Lotta Henttala (FIN)        | 47e                         |
| 134                         | Nina Kessler (NED)          | 61e                         |
| 135                         | Noemi Rüegg (SUI)           | 6e                          |

| Eneicat-CMTeam EIC | Eneicat-CMTeam EIC       | Eneicat-CMTeam EIC |
| ------------------ | ------------------------ | ------------------ |
| Num                | Coureuse                 | Pos                |
| 141                | Valentina Basilico (ITA) | 70e                |
| 142                | Isabel Martin (ESP)      | AB                 |
| 144                | Andrea Alzate (COL)      | AB                 |
| 145                | Claudia San Justo (ESP)  | AB                 |
| 146                | Alessia Bulleri (ITA)    | 84e                |

| Laboral Kutxa-Fundación Euskadi LKF | Laboral Kutxa-Fundación Euskadi LKF | Laboral Kutxa-Fundación Euskadi LKF |
| ----------------------------------- | ----------------------------------- | ----------------------------------- |
| Num                                 | Coureuse                            | Pos                                 |
| 151                                 | Laura Tomasi (ITA)                  | AB                                  |
| 152                                 | Cristina Tonetti (ITA)              | 37e                                 |
| 153                                 | Debora Silvestri (ITA)              | AB                                  |
| 154                                 | Jessenia Meneses (COL)              | AB                                  |
| 155                                 | Marta Romeu (ESP)                   | 66e                                 |
| 156                                 | Usoa Ostolaza (ESP)                 | 29e                                 |

| Cofidis COF | Cofidis COF               | Cofidis COF |
| ----------- | ------------------------- | ----------- |
| Num         | Coureuse                  | Pos         |
| 161         | Martina Alzini (ITA)      | AB          |
| 162         | Špela Kern (SLO)          | AB          |
| 163         | Morgane Coston (FRA)      | 53e         |
| 164         | Josie Talbot (AUS)        | AB          |
| 165         | Kirstie van Haaften (NED) | 78e         |
| 166         | Sarah Roy (AUS)           | AB          |

| Bepink-Bongioanni BPK | Bepink-Bongioanni BPK               | Bepink-Bongioanni BPK |
| --------------------- | ----------------------------------- | --------------------- |
| Num                   | Coureuse                            | Pos                   |
| 171                   | Ana Vitória Magalhães (BRA) (route) | 48e                   |
| 172                   | Selene Colombi (ITA)                | AB                    |
| 173                   | Irene Cagnazzo (ITA)                | 82e                   |
| 174                   | Andrea Casagranda (ITA)             | 59e                   |
| 175                   | Prisca Savi (ITA)                   | AB                    |
| 176                   | Beatrice Pozzobon (ITA)             | 85e                   |

| Team Komugi-Grand Est GEK | Team Komugi-Grand Est GEK | Team Komugi-Grand Est GEK |
| ------------------------- | ------------------------- | ------------------------- |
| Num                       | Coureuse                  | Pos                       |
| 181                       | Ségolène Thomas (FRA)     | 68e                       |
| 182                       | Victoire Joncheray (FRA)  | 80e                       |
| 183                       | Anabel Yapura (ARG)       | 60e                       |
| 184                       | Eyeru Tesfoam Gebru (ETH) | 65e                       |
| 185                       | Laury Milette (CAN)       | AB                        |
| 186                       | Silvia Magri (ITA)        | AB                        |

| Primeau Vélo - Groupe Abadie ___ | Primeau Vélo - Groupe Abadie ___   | Primeau Vélo - Groupe Abadie ___ |
| -------------------------------- | ---------------------------------- | -------------------------------- |
| Num                              | Coureuse                           | Pos                              |
| 191                              | Leonie Laubig (GER)                | AB                               |
| 192                              | Valérie Laroche (CAN)              | AB                               |
| 193                              | Eva Anguela (ESP)                  | 86e                              |
| 194                              | Agua Marina Espínola (PAR) (route) | 52e                              |
| 195                              | Miryam Núñez (ECU)                 | 49e                              |
| 196                              | Jazmine Lavergne (CAN)             | 83e                              |